# Lasianthus longifolius
Lasianthus longifolius är en måreväxtart som beskrevs av Robert Wight. Lasianthus longifolius ingår i släktet Lasianthus och familjen måreväxter. Inga underarter finns listade i Catalogue of Life.